# Прогрессивная партия (Франция)
Прогресси́вная па́ртия Франции (Па́ртия «Прогресси́вных»; фр. Les Progressistes) — социал-демократическая французская политическая партия. Основана в сентябре 2007 года бывшим членом Социалистической партии — Эриком Бессоном, он же является её лидером. В партию вошли также некоторые деятели Радикальной партии левых.
Составляет, наряду с партией «Современные левые», левое крыло пропрезидентской коалиции, поддерживающей Николя Саркози и его правоцентристскую партию Союз за народное движение. В 2008 году Прогрессивная партия получил от €50 000 до €100 000 от своего правого союзника. Лидер партии Бессон с 2007 по 2009 год занимал пост министра по вопросам иммиграции, интеграции, национальностей Франции, являясь ответственным за проведение официальной политики ограничения миграции. А с 2009 по 2010 год пост госсекретаря по «вопросам экономических перспектив и оценке общественной политики» в правительстве Франсуа Фийона.
Партия не представлена ни в Парламенте Франции, ни в Европарламенте.